# Hydraecia perobliqua
Hydraecia perobliqua là một loài bướm đêm trong họ Noctuidae.